# Álvaro V del Congo
Álvaro V (1613 - 1636) fue el rey del Congo durante un breve período entre el 25 de febrero y el 1 de agosto de 1636, cuando fue depuesto y asesinado. Ascendió al trono tras el envenenamiento de su medio hermano Álvaro VI. Una vez en el poder, trató de detener la creciente influencia de los hermanos García y Álvaro. Ellos se enteraron de la trama, escaparon, y atacaron al rey, y lo depusieron. Murió decapitado poco después. Le sucedió Álvaro VI, uno de los hermanos contra los que se había enfrentado.

## Biografía
D. Álvaro Ampanzo a Anvica nació en 1613, siendo hijo de D. Pedro II y medio hermano de D. Ambrósio y D. Álvaro IV.
En 1636, los hermanos García y Álvaro, ambos descendientes de la Casa de Luqueni, depusieron a su medio hermano, al rey Álvaro IV, y le colocaron como rey del Congo. A los dos se les habían otorgado posiciones de poder como gobernadores y duques, pero sus poderes e influencia crecieron cada vez más, lo que podría eclipsar el poder real. Un consejero real, D. Gregorio, convenció al rey para que los asesinara. Los dos hermanos lograron escapar de los ataques del rey y tramaron su venganza.
Los duques Álvaro y García se unen una vez más con un ejército y marchan sobre São Salvador do Congo deponiendo al joven rey. Álvaro V fue decapitado poco después y Álvaro VI se proclamó rey, inaugurando el gobierno de la Casa de Quinzala.